# San Francisco de Ojuera

San Francisco de Ojuera é uma cidade hondurenha do departamento de Santa Bárbara.